# Leubringhen
Leubringhen é uma comuna francesa na região administrativa de Altos da França, no departamento de Pas-de-Calais. Estende-se por uma área de 7,98 km². Em 2010 a comuna tinha 300 habitantes (densidade: 37,6 hab./km²).